# Moisés Mendelssohn
Moisés Mendelssohn (em alemão: Moses Mendelssohn; Dessau, 6 de setembro de 1729 — Berlim, 4 de janeiro de 1786) foi um filósofo iluminista judeu alemão, considerado o precursor da Haskalá, ou seja, "a renascença" e "iluminismo judaico" na Europa.

## Vida
Seus escritos e ideias sobre os judeus e a religião e identidade judaicas foram um elemento central no desenvolvimento do Haskalah, ou 'Iluminismo Judaico' dos séculos XVIII e XIX. Nascido em uma família judia pobre em Dessau, Principado de Anhalt, e originalmente destinado à carreira rabínica, Mendelssohn educou-se em alemão. Por meio de seus escritos sobre filosofia e religião, ele passou a ser considerado uma das principais figuras culturais de seu tempo, tanto pelos habitantes cristãos quanto judeus da Europa de língua alemã e além. Seu envolvimento na indústria têxtil de Berlim formou a base da riqueza de sua família.
Seus descendentes incluem os compositores Fanny e Felix Mendelssohn; o filho de Felix, o químico Paul Mendelssohn Bartholdy; os netos de Fanny, Paul e Kurt Hensel; e os fundadores da casa bancária Mendelssohn & Co.

## Trabalho filosófico

### Trabalha sobre religião e sociedade civil

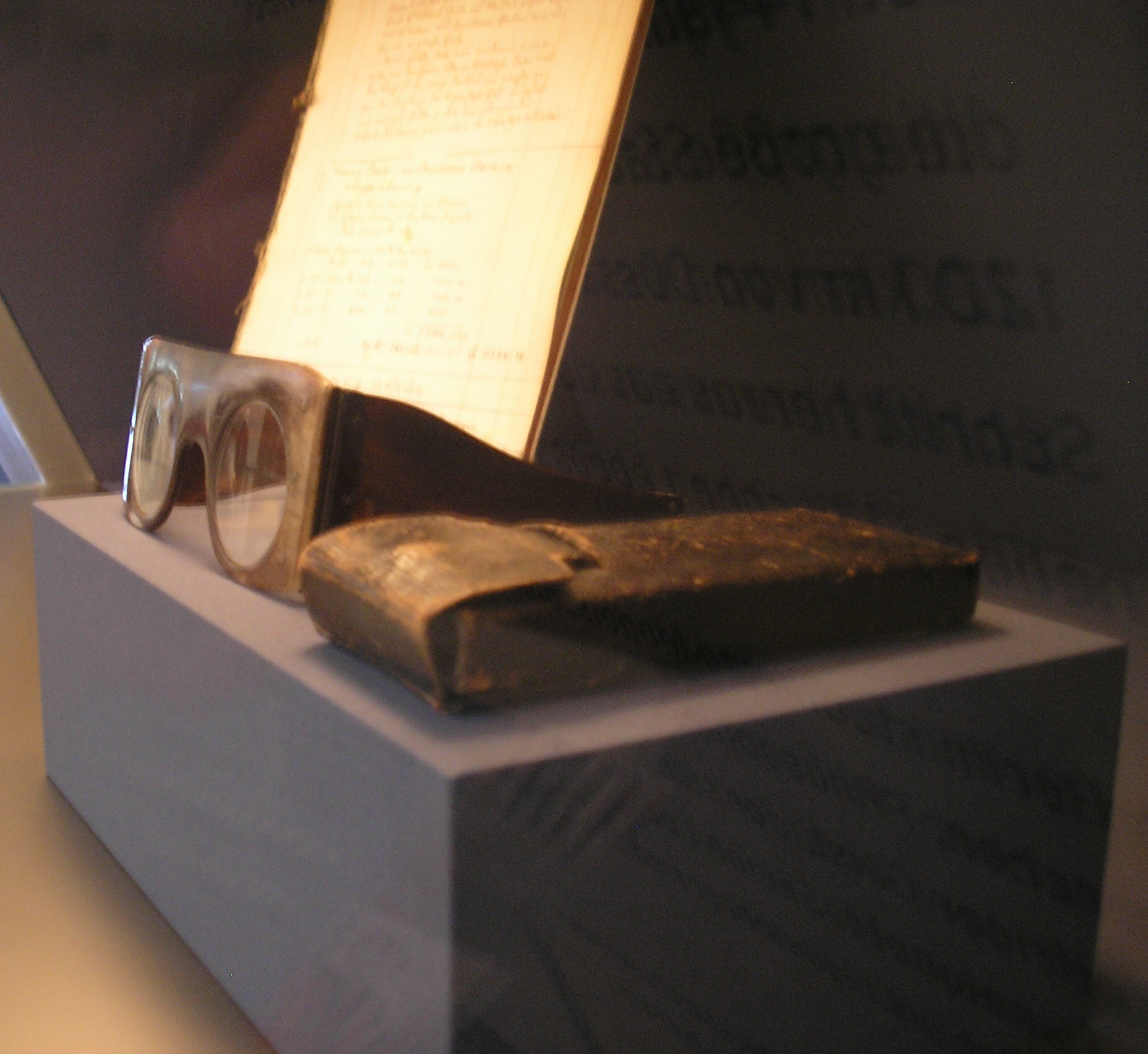
Óculos de Moses Mendelssohn, no Museu Judaico, Berlim

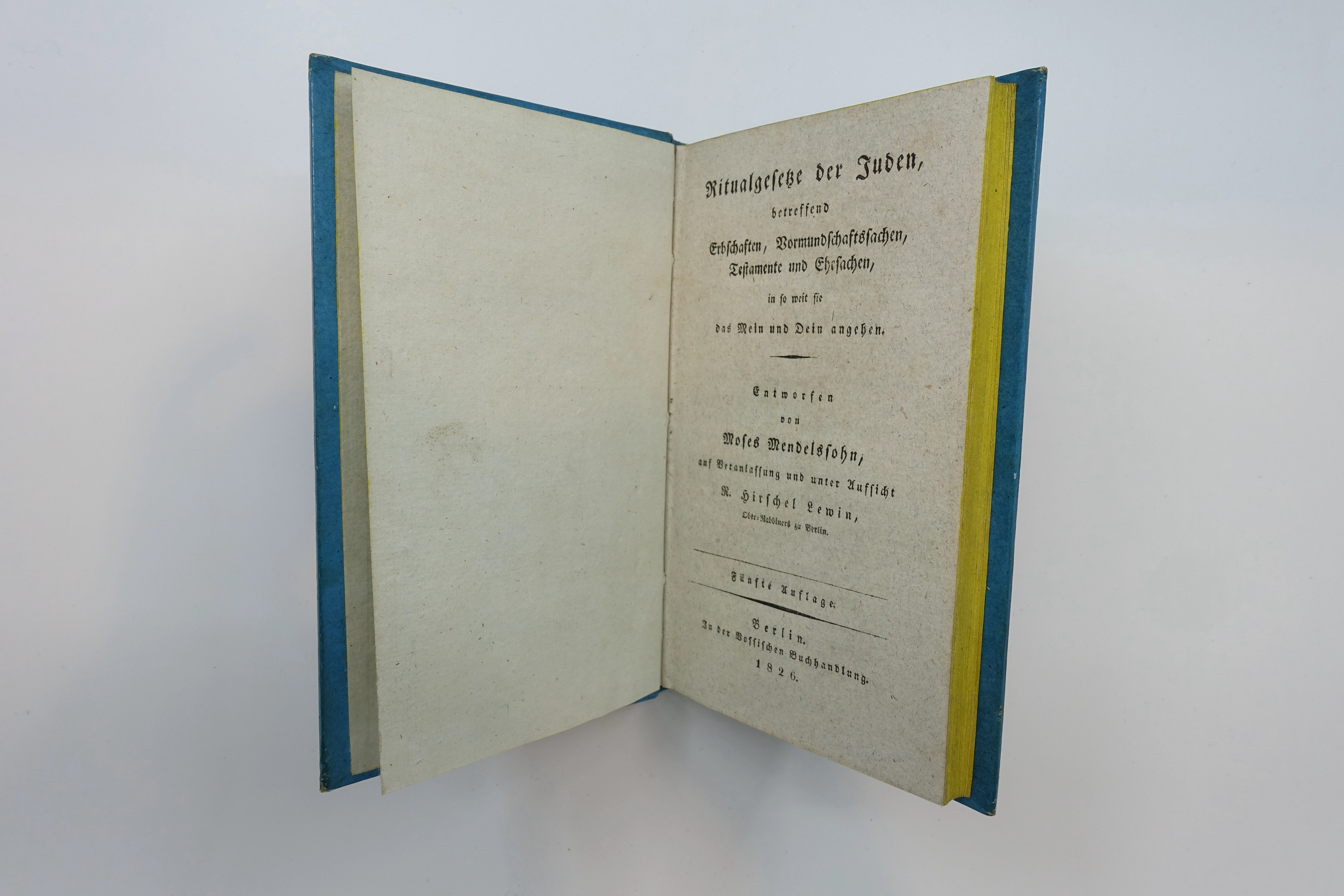
Leis Rituais dos Judeus de Mendelssohn, edição de 1826, na coleção do Museu Judaico da Suíça

Foi após o colapso de sua saúde que Mendelssohn decidiu "dedicar o que restava de minhas forças em benefício de meus filhos ou de boa parte de minha nação" - o que ele fez tentando aproximar os judeus da "cultura, da qual minha nação, infelizmente! Um dos meios de fazer isso era "dar-lhes uma tradução melhor dos livros sagrados do que eles tinham anteriormente". Para este fim, Mendelssohn empreendeu sua tradução alemã do Pentateuco e outras partes da Bíblia. Este trabalho foi chamado de Bi'ur (a explicação) (1783) e também continha um comentário, apenas sobre o Êxodotendo sido escrito pelo próprio Mendelssohn. A tradução era em um elegante alto alemão, projetado para permitir que os judeus aprendessem o idioma mais rapidamente. A maioria dos judeus alemães naquele período falava iídiche e muitos eram alfabetizados em hebraico (a língua das escrituras, liturgia e erudição judaicas). O comentário também foi totalmente rabínico, citando principalmente exegetas medievais, mas também midrashim da era do Talmud. Acredita-se também que Mendelssohn esteja por trás da fundação da primeira escola pública moderna para meninos judeus, "Freyschule für Knaben", em Berlim em 1778 por um de seus alunos mais ardentes, David Friedländer, onde assuntos religiosos e mundanos eram ensinados.
Mendelssohn também tentou melhorar a situação dos judeus em geral promovendo seus direitos e aceitação. Ele induziu Christian Wilhelm von Dohm a publicar em 1781 sua obra, On the Civil Amelioration of the Condition of the Jews, que desempenhou um papel significativo no aumento da tolerância. O próprio Mendelssohn publicou uma tradução alemã do Vindiciae Judaeorum de Menasseh Ben Israel Menasseh Ben Israel.

O interesse causado por essas ações levou Mendelssohn a publicar sua contribuição mais importante para os problemas relacionados à posição do judaísmo em um mundo gentio. Esta era Jerusalém (1783; tradução inglesa de 1838 e 1852). É um forte apelo à liberdade de consciência, descrito por Kant como "um livro irrefutável". Mendelssohn escreveu:
Irmãos, se vocês cuidam da verdadeira piedade, não vamos fingir concordância, onde a diversidade é evidentemente o desígnio e o propósito da Providência. Nenhum de nós pensa e sente exatamente como seu semelhante: por que desejamos nos enganar com palavras ilusórias?
Seu impulso básico é que o estado não tem o direito de interferir na religião de seus cidadãos, incluindo os judeus. Embora proclame o caráter obrigatório da lei judaica para todos os judeus (incluindo, com base na compreensão de Mendelssohn do Novo Testamento, aqueles convertidos ao cristianismo), não concede ao rabinato o direito de punir os judeus por se desviarem dela. Ele sustentou que o judaísmo era menos uma "necessidade divina do que uma vida revelada". Jerusalém conclui com o grito "Ame a verdade, ame a paz!" - em uma citação de Zacarias 8:19.
Kant chamou isso "a proclamação de uma grande reforma, que, no entanto, será lenta em manifestação e progresso, e que afetará não apenas seu povo, mas também outros". Mendelssohn afirmou o princípio pragmático da possível pluralidade de verdades: assim como várias nações precisam de diferentes constituições - para uma monarquia, para outra uma república, pode ser a mais adequada ao gênio nacional -, os indivíduos podem precisar de diferentes religiões. O teste da religião é seu efeito sobre a conduta. Esta é a moral de Nathan, o Sábio (Nathan der Weise), de Lessing, cujo herói é sem dúvida Mendelssohn, e no qual a parábola dos três anéis é o epítome da posição pragmática.
Para Mendelssohn, sua teoria representava um vínculo fortalecedor com o judaísmo. Mas na primeira parte do século XIX, a crítica dos dogmas e tradições judaicas foi associada a uma firme adesão ao antigo modo de vida judaico. A razão foi aplicada às crenças, a consciência histórica à vida. A reforma moderna no judaísmo se separou até certo ponto dessa concepção. Na opinião do escritor alemão Heinrich Heine, "assim como Lutero havia derrubado o papado, Mendelssohn derrubou o Talmud; e ele o fez da mesma maneira, ou seja, rejeitando a tradição, declarando a Bíblia ser a fonte da religião e traduzir a parte mais importante dela. Por esses meios, ele destruiu o catolicismo judaico, assim como Lutero havia destroçado o catolicismo cristão; pois o Talmud é, de fato, o catolicismo dos judeus".

### Anos posteriores e legado
Mendelssohn tornou-se cada vez mais famoso e contava entre seus amigos muitas das grandes figuras de seu tempo. Mas seus últimos anos foram ofuscados e entristecidos pela chamada controvérsia do panteísmo. Desde a morte de seu amigo Lessing, ele queria escrever um ensaio ou um livro sobre seu personagem. Quando Friedrich Heinrich Jacobi, um conhecido de ambos, ouviu falar do projeto de Mendelssohn, ele afirmou que tinha informações confidenciais sobre Lessing ser um "espinozista", que, naqueles anos, era considerado mais ou menos sinônimo de "ateu" - algo que Lessing foi acusado de ser de qualquer maneira pelos círculos religiosos.
Isso levou a uma troca de cartas entre Jacobi e Mendelssohn, que mostrou que eles quase não tinham pontos em comum. Mendelssohn então publicou seu Morgenstunden oder Vorlesungen über das Dasein Gottes (Horas da manhã ou palestras sobre a existência de Deus), aparentemente uma série de palestras para seu filho mais velho, seu genro e um jovem amigo, geralmente realizadas "nas primeiras horas da manhã", no qual ele explicou sua visão de mundo filosófica pessoal, sua própria compreensão do panteísmo "purificado" (geläutert) de Spinoza e Lessing. Mas quase simultaneamente com a publicação deste livro em 1785, Jacobi publicou trechos de suas cartas e as de Mendelssohn como Briefe über die Lehre Spinozas, afirmando publicamente que Lessing era um "panteísta" confesso no sentido de "ateu". Mendelssohn foi assim arrastado para uma venenosa controvérsia literária e foi atacado por todos os lados, incluindo antigos amigos ou conhecidos como Johann Gottfried von Herder e Johann Georg Hamann. A contribuição de Mendelssohn para este debate, To Lessing's Friends (An die Freunde Lessings) (1786), foi seu último trabalho, concluído poucos dias antes de sua morte.
As obras completas de Mendelssohn foram publicadas em 19 volumes (nas línguas originais) (Stuttgart, 1971 ss., ed. A. Altmann e outros).

## Selecção de obras
- Philosophische Schriften; "Escritos filosóficos", 1761.
- Gedanken von dem Wesen der Ode. 1764 (Texto no projeto "Teoria da Poesia").
- Phädon oder über die Unsterblichkeit der Seele; "Faedon ou sobre a imortalidade da alma", 1767.
- Von der Lyrischen Poesie. 1778 (Texto no projeto "Teoria da Poesia").
- Schreiben an den Herrn Diaconus Lavater zu Zürich. Berlin 1769.
- Ritualgesetze der Juden: betreffend Erbschaften, Vormundschaften, Testamente, und Ehesachen in so weit sie das Mein und Dein angehen; "Leis rituais dos judeus: relativas a heranças, tutelas, testamentos e assuntos matrimoniais, na medida em que digam respeito aos meus e aos seus", 1778, por Christian Friedrich Voss.
- Übersetzung des Pentateuch/der Torah und der Psalmen ins Deutsche; "Tradução do Pentateuco / Torá e Salmos para o alemão", 1783. (Reimpressão de The Psalms, Walther Pape (ed.) Berlim: Henssel Verlag, 1991.)
- Jerusalem oder über religiöse Macht und Judenthum; "Jerusalém ou sobre o poder religioso e o judaísmo", 1783 (Digitalisat und Volltext im Deutschen Textarchiv).
- Ueber die Frage: was heißt aufklären? 1784.
- Morgenstunden oder Vorlesungen über das Dasein Gottes. 1785.
- Kleine philosophische Schriften; "Pequenos escritos filosóficos", Coleção de artigos de jornal com prefácio de Johann Georg Müchler e um esboço de sua vida e caráter por D. Jenisch. Berlim 1789 (Digitalizações no Google Booksr).
- Sämtliche Werke; "Obras Completas", 12 volumes, 1819–1825.